# Saoirse-Monica Jackson
Saoirse-Monica Jackson (* 24. November 1993 in Derry, Nordirland) ist eine nordirische Schauspielerin. Bekanntheit erlangte sie mit ihrer Rolle als Erin Quinn in der Jugendserie Derry Girls.

## Leben
Jackson wuchs sowohl in ihrem Geburtsort Derry als auch in Greencastle, County Donegal, in der Republik Irland auf. Sie besuchte die Arden School of Theatre in Manchester, wo sie Schauspielerei studierte.
Ihre erste Rolle im Fernsehen war eine Gastrolle über vier Episoden als Sasha in der britischen Krimiserie The Five (2016). 2018 übernahm sie ihre erste Hauptrolle in Derry Girls.

## Filmografie (Auswahl)
- 2016: The Five (Miniserie, 4 Episoden)
- 2017: Broken (Fernsehserie, Episode 1x06 Father Michael)
- 2018–2022 Derry Girls (Fernsehserie, 19 Episoden)
- 2020: Unprecedented (Fernsehserie, Episode 1x01)
- 2020: Urban Myths (Fernsehserie, Episode 4x04 Orson Welles In Norwich)
- 2020: Liverpool Ferry (Kurzfilm)
- 2021: Finding You
- 2022: Skint (Fernsehserie, Episode 1x01 I'd Like to Speak to the Manager)
- 2023: Coffee Wars
- 2023: The Flash
- 2023: The Doll Factory (Fernsehserie, 3 Episoden)
- 2024: First Class (Upgraded)
- 2024: The Decameron (Fernsehserie)
- 2025: The Trial (Fernsehfilm)
- 2025: This City Is Ours (Fernsehserie, Episode 1x01)